# ایستی‌بلاغ
ایستی‌بلاغ (ترکی آذربایجانی: İstibulaq؛ جرماغبیور ارمنی: Ջերմաղբյուր) یک منطقهٔ مسکونی در جمهوری آرتساخ است که در استان شاهومیان واقع شده‌است.